# Cot Alue Krakme
Cot Alue Krakme är ett berg i Indonesien.   Det ligger i provinsen Aceh, i den västra delen av landet, 1 800 km nordväst om huvudstaden Jakarta. Toppen på Cot Alue Krakme är 357 meter över havet, eller 119 meter över den omgivande terrängen. Bredden vid basen är 1,5 km.
Terrängen runt Cot Alue Krakme är huvudsakligen kuperad, men österut är den platt.Runt Cot Alue Krakme är det tätbefolkat, med 297 invånare per kvadratkilometer. Trakten runt Cot Alue Krakme består till största delen av jordbruksmark.